# József Ónody
József Ónody (Ercsi, Fejér, 12 de setembre de 1882 – Budapest, 17 d'abril de 1957) va ser un nedador hongarès que va prendre part en els Jocs Intercalats de 1906 i als Jocs Olímpics de 1908.
El 1906, als Jocs Intercalats, guanyà la medalla d'or en la prova dels relleus 4x250 metres lliures, formant equip amb Géza Kiss, Zoltán Halmay i Henrik Hajós. En els 100 metres lliures fou sisè.
Dos anys més tard, als Jocs de Londres de 1908, disputà les proves del 100 i 400 metres lliures, però en ambdós casos quedà eliminat en sèries.